# Nove maggio
Nove maggio è il singolo d'esordio del cantante italiano Liberato, pubblicato il 14 febbraio 2017 come primo estratto dal primo album in studio Liberato.

## Video musicale
Il videoclip, diretto da Francesco Lettieri, è stato pubblicato in concomitanza con il lancio del singolo sul canale YouTube del cantante e vede la partecipazione di Lia Febbraio.

## Tracce
1. Nove maggio – 3:41 (Liberato)